# القطب الجنوبي

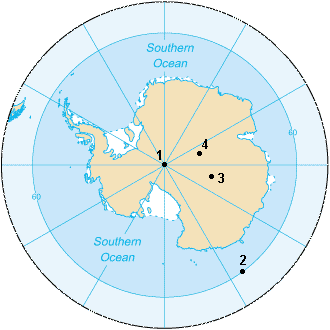

القطب الجنوبي هي النقطة القصوى من الأرض جنوبا نظرا للتحولات في المجال المغناطيسي للكرة الأرضية فإن القطب الجنوبي المغناطيسي تزحزح عن القطب الجنوبي الجغرافي.

## تاريخ
أول من وصل إلى القطب الجنوبي هو روألد أمندسن يوم 14 ديسمبر 1911 أما روبرت فالكون سكوت ورفاقه فوصلوا في الثاني عشر من يناير 1912 لكنهم لقوا حتفهم في طريق العودة.

## جغرافيا
يقع على هضبة على ارتفاع 2830 متر.

## منشآت
أنشئ بالقرب من القطب الجنوبي:
- القاعدة الأمريكية امندسن- سكوت.
- مدرج هبوط.

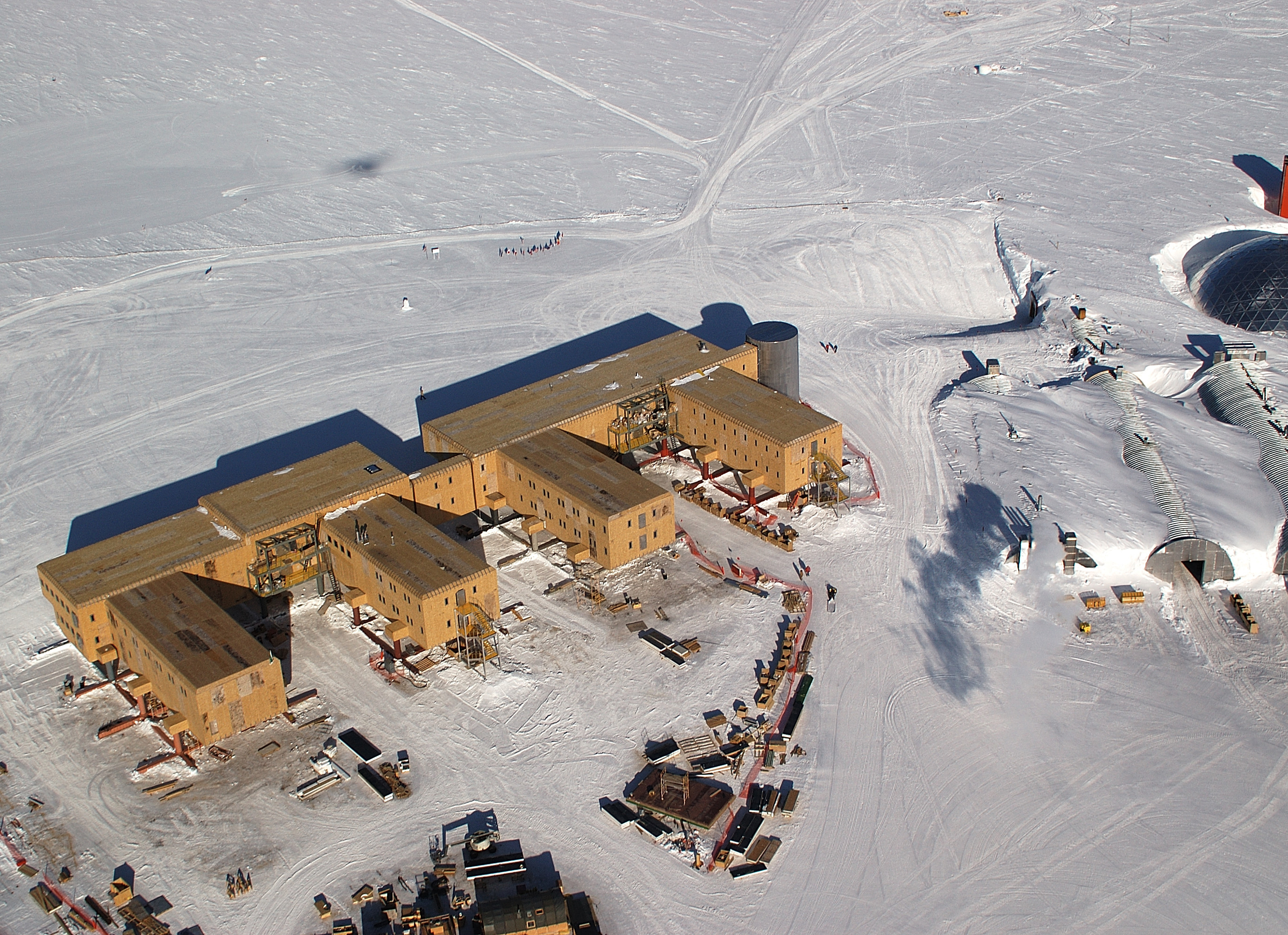
مركز البحوث الأمريكي امندسن-سكوت

- منشآت تابع للبرنامج AMANDA وتجربة مكعب الثلج..

## الاكتشاف
قبل 1900 حتى 1820 أجريت عدة حملات وادعى أنه كان أول من شاهد القارة المتجمدة الجنوبية، البعثة الروسية بقيادة بيلنجشاسين Faddey وميخائيل لازاريف. ويقول البعض ان الهبوط الأول للقطب الجنوبي ما يزيد قليلا على العام هو للقبطان البريطاني يدعى الكابتن جون ديفيس، صائد الفقمة، كان أول شخص يضع قدمه على الجليد.حسب اقوالهم 
لم يكن يفهم الجغرافيا الأساسية للساحل القطب الجنوبي حتى منتصف القرن 19 إلى وقت متأخر. ادعى ضابط البحرية الأمريكية تشارلز ويلكس (صحيح) أن القارة القطبية الجنوبية وقارة جديدة تقوم على التنقيب عنه في 1839-40، [6] في حين أن جيمس كلارك روس، في رحلته من 1839-1843، أعرب عن أمله أنه قد تكون قادرة على الإبحار جميع الطريق إلى القطب الجنوبي (كانت غير ناجحة) [7]
1900-1950 أموندسن وفريقه في القطب الجنوبي، ديسمبر 1911. من اليسار إلى اليمين : أموندسن، هانسن، هاسل وWisting (تصوير Bjaaland العضو الخامس) وكانت أول محاولة لإيجاد الطريق من ساحل القطب الجنوبي إلى القطب الجنوبي أدلى البريطاني روبرت فالكون سكوت مستكشف على اكتشاف إكسبيديشن 1901 --. 04. سكوت، يرافقه ارنست شاكلتون وإدوارد ويلسون، المنصوص عليها بهدف السفر إلى أقصى حد ممكن الجنوب، وعلى 31 ديسمبر 1902، بلغ 82 ° 16 'س [8] شاكلتون عاد إلى القارة القطبية الجنوبية في وقت لاحق كزعيم لمنطقة القطب الجنوبي البريطانية حملة (نمرود القطب) في محاولة للوصول إلى القطب. يوم 9 يناير 1909، مع ثلاثة من رفاقه، ووصل إلى ق 88 ° 23 '-- 112 كيلومتر من النظام الأساسي للقطب—قبل أن يجبر على العودة إلى الوراء [9]
أول البشر للوصول إلى جنوب القطب الجغرافية والنرويجي روالد أموندسن وفريقة على 14 ديسمبر 1911. اسمه أموندسن Polheim له المخيم والهضبة المحيطة برمتها الملك هاكون السابع القطب Vidde على شرف الملك هاكون السابع من النرويج. عاد روبرت فالكون سكوت أيضا إلى القارة القطبية الجنوبية مع رحلته الثانية، تيرا نوفا إكسبيديشن، في سباق ضد أموندسن إلى القطب. وصل سكوت وأربعة رجال آخرين في القطب الجنوبي في 17 يناير 1912، أربعة وثلاثين يوما بعد أموندسن. في رحلة العودة، سكوت واربعة من رفاقه ماتوا جوعا وبسبب البرد القارس.
في عام 1914 تعيين ارنست شاكلتون امبيريال عبر أنتاركتيكا خارج بهدف عبور القارة القطبية الجنوبية عبر القطب الجنوبي، ولكن تم تجميده سفينته، والتحمل، في حزمة الجليد وغرق 11 شهرا في وقت لاحق. لم يكن أبدا بهذه الرحلة برا.
الولايات المتحدة الاميرال ريتشارد بيرد إيفلين، بمساعدة من أول طيار بيرنت بالشن، أصبح أول شخص يطير فوق القطب الجنوبي في 29 نوفمبر 1929.

## من 1950 إلى الوقت الحاضر
أموندسن سكوت محطة القطب الجنوبي. ويمكن رؤية القطب الاحتفالية والأعلام في الخلفية، قليلا إلى يسار الوسط، تحت المسارات وراء المباني. القطب الجغرافي الفعلي هو على بعد أمتار قليلة إلى اليسار. وقد أثيرت هذه المباني على ركائز متينة لمنع buildup.It الثلج لم يكن حتى 31 أكتوبر 1956 بأن البشر مرة أخرى على موطئ قدم في القطب الجنوبي، عندما حزبا بقيادة الأدميرال جيه جورج دوفيك من البحرية الأمريكية هبطت هناك في R4D - 5L قطارات (ج - 47 للقطارات (الطائرات. تأسست أموندسن سكوت الولايات المتحدة القطب الجنوبي عن طريق الجو أكثر من محطة 1956-1957 للسنة الدولية لفيزياء الأرض وكان يعمل باستمرار منذ ذلك الحين من قبل أفراد البحث والدعم. [2]
بعد أموندسن وسكوت، شعب المقبل للوصول إلى القطب الجنوبي برا (ولو مع بعض الدعم الجوي) وادموند هيلاري (4 يناير 1958) وفيفيان فوكس (19 يناير 1958)، وأحزابهم، خلال القطب الجنوبي الكومنولث العابر الرحلة. وكانت هناك العديد من الحملات اللاحقة للوصول إلى القطب الجنوبي من النقل البري، بما في ذلك تلك التي Havola، Crary وفينيس.
أصبح القطب الجنوبي لاحق لتحديد، في عام 1987، من قاعدة دعم لوجستي في تلال باتريوت، أكثر يسرا لرحلات غير حكومية.
في 30 ديسمبر 1989، تم Arved فوكس وراينولد ميسنر أول من يصل إلى القطب الجنوبي بدون مساعدة الحيوان أو الآلية، وذلك باستخدام الزحافات فقط وبمساعدة الرياح.
أسرع رحلة غير معتمد إلى القطب الجنوبي الجغرافي من المحيط هو 24 يوما وساعة واحدة من مدخل هرقل وكان من المقرر في عام 2011 من قبل المغامر النرويجي إيدي المسيحي [10]، الذي ضرب الرقم القياسي السابق المسجل منفردا في 2009 من قبل الأميركي تود كارمايكل من 39 أيام وسبع ساعات، وسجل أيضا تعيين المجموعة السابقة في 2009 من 33 أيام وساعات 23. [11]